# جليلة محمود
جليلة محمود (12 سبتمبر 1946  -)، ممثلة مصرية. حاصلة على «بكالوريوس فنون مسرحية». أدت أدوارًا صغيرة في عدد من الأفلام ومنها «شعبان تحت الصفر»، و«البعض يذهب للمأذون مرتين»، و«ضد الحكومة». وتعتبر شخصية فتحية في فيلم «الكيت كات» من أشهر الأدوار التي لعبتها.

## أهم أعمالها
- اليتيم والذئاب (فيلم)
- ساكن قصادي
- الشياطين والكروة
- آنسات وسيدات
- على من نطلق الرصاص
- عودة الفارس
- شعبان تحت الصفر
- فيه حاجة غلط
- الحياة مرة آخرى
- على الزبيق
- آسف للإزعاج
- عصفور النار
- قاهر الفرسان
- لا اله الا الله - الجزء الرابع
- مواقف ساخرة
- النوة
- الكيت كات
- ضد الحكومة
- هوانم جاردن سيتي
- أزمة سكر
- النار والطين
- الهاربان.
- المفسدون في الأرض .

## روابط خارجية
- جليلة محمود على موقع IMDb (الإنجليزية)
- جليلة محمود على موقع الدهليز
- جليلة محمود على موقع قاعدة بيانات الأفلام العربية